# Myodocarpus fraxinifolius
Myodocarpus fraxinifolius är en araliaväxtart som beskrevs av Adolphe Brongniart och Jean Antoine Arthur Gris. Myodocarpus fraxinifolius ingår i släktet Myodocarpus och familjen Araliaceae. Inga underarter finns listade.